# Bloodstone & Diamonds
Bloodstone & Diamonds ist das achte Studioalbum der US-amerikanischen Thrash-Metal-Band Machine Head. Es erschien am 7. November 2014 über Nuclear Blast und ist das erste Album mit dem neuen Bassisten Jared MacEachern und das erste Machine-Head-Album, das nicht über Roadrunner Records veröffentlicht wurde.

## Entstehung

### Neuer Bassist, neues Plattenlabel
Ende Februar 2013 trennten sich die Band von dem Bassisten und Gründungsmitglied Adam Duce. Laut Sänger Rob Flynn habe Duce schon seit längerer Zeit die Leidenschaft für die Band verloren und ein weiteres Arbeiten mit Duce hätte das Ende der Band bedeutet. In einem Interview mit dem deutschen Magazin Rock Hard erklärte Flynn, dass die Band an einem Punkt war, an dem sie entweder aufhören oder eine Veränderung herbeiführen mussten. Aus den zahlreichen Bewerbungen für den Posten des Bassisten wählten die verbliebenen Musiker acht Kandidaten aus. Darunter befand sich Jared MacEachern, der zuvor in der Band Sanctity spielte und wenige Jahre zuvor bei Machine Head für einige Konzerte aushalf. Nach dem gemeinsamen Proben lud die Band die Kandidaten zu einem Abendessen ein um die Personen näher kennenzulernen.

„Andere Anwärter gefielen mir anfangs besser. Jared [MacEachern] hatte den gleichen trockenen Humor wie wir und war echt witzig. Und zudem harmonierte sein Gesang perfekt mit meinem.“

Schließlich wurde MacEachern am 24. Juni 2013 als neuer Machine-Head-Bassist bestätigt. Da der Vertrag der Band mit ihrem bisherigen Plattenlabel Roadrunner Records ausgelaufen war, verhandelten die Musiker mit verschiedenen Labels. Schließlich entschied sich die Band für Nuclear Blast Entertainment, einer in den USA ansässigen Tochterfirm des deutschen Labels Nuclear Blast. Nuclear Blast Entertainment wird vom ehemaligen Roadrunner-A&R Monte Connor geleitet, der Machine Head zuvor schon zweimal für seinen alten Arbeitgeber unter Vertrag nahm.

### Songwriting und Aufnahmen
Ebenfalls im Februar 2013 starten die Musiker mit den ersten Jamsessions für das neue Album, bei denen Adam Duce schon nicht mehr dabei war. Im April 2013 nahm die Band zusammen mit Juan Urteaga die ersten Demos auf. Um etwas Abstand zum neuen Material zu gewinnen, spielten Machine Head im Juli und August 2013 bei der Mayhem Festival-Tournee mit, um danach das bereits vorhandene Material zu sichten. Flynn erklärte in einem Interview, dass nach dieser Tournee die Kreativität erst richtig ausgebrochen wäre. Lieder wie Now We Die oder Sail into the Black wären oft umarrangiert worden.
Laut Robb Flynn ist ein großer Teil der Musik spontan im Studio entstanden. Bei einigen Lieder würden 40 bis 50 Prozent aus einem spontan live eingespielten Take stammen. Neuzugang Jared MacEachern brachte sich teilweise in das Songwriting ein und musste laut Flynn von seinen Bandkollegen noch gebremst werden. Insgesamt hätten sich laut Flynn wieder alle vier Musiker am Songwriting beteiligt.
Die eigentlichen Aufnahmen für Bloodstone & Diamonds begannen Anfang Februar 2014. Wie schon beim Vorgängeralbum Unto the Locust wurde in den Jingletown Studios in Oakland aufgenommen. Das Studio gehört der Band Green Day. Als Grund für die Studiowahl nannte Flynn in einem Interview, dass das Tonstudio nur wenige Minuten von seinem Haus entfernt liegt und die Musiker so stressfrei arbeiten konnten. Während der Aufnahmen veröffentlichte die Band mehrere Videobotschaften, um die Fans über den Fortschritt der Aufnahmen zu informieren. Dabei ging es in den Videos mehr um Details der Produktion als um die Inhalte der Lieder. Beispielsweise wurde in einem Video über die Auswahl der passenden Snaredrum referiert. Unter anderem stellte der Metallica-Schlagzeuger Lars Ulrich eine Snare im Wert von 4.500 US-Dollar zur Verfügung, die dann allerdings nicht benutzt wurde.
Produziert wurde Bloodstone & Diamond von Robb Flynn und Juan Urteaga. Gemischt wurde das Album von Colin Richardson und Andy Sneap. Auf dem Album sind zwei Streichquartette zu hören, darunter das rein weibliche Quartet Rouge, das schon auf dem Vorgängeralbum bei dem Lied Who We Are zu hören war. Ein rein männliches Streichquartett ist bei dem Lied In Comes the Flood zu hören. Beim Arrangieren wurden die Musiker von Rhys Fulber und Jordan Fish von der Band Bring Me the Horizon unterstützt. Nach Beendigung der Aufnahmen stellte Robb Flynn fest, dass er einige Leads vergessen hatte. Diese wurden später im Tourbus aufgenommen.

## Veröffentlichung
Das Albumcover wurde vom brasilianischen Künstler Marcelo Vasco entworfen. Die Standardversion enthält das Album auf CD mit einem 28-seitigen Booklet. Eine limitierte Version des Albums enthält ein 48-seitiges Booklet, das in ein Leder-Einband eingeschlagen ist. Laut Robb Flynn sollte das Booklet wie ein altes Alchemiebuch aus dem 19. Jahrhundert aussehen. Darüber hinaus erschien das Album noch als Doppel-LP und als Download. Über Nuclear Blasts Mailorder wurde ein exklusives Boxset angeboten, dass neben der limitierten Albumversion ein T-Shirt sowie eine Posterflagge enthielt. Außerdem wurde das Album in Verbindung mit einer Epiphone-Gitarre angeboten.
Zuvor veröffentlichte die Band anlässlich des Record Store Days am 19. April 2014 die 10″-Single Killers & Kings. Die Single enthält auf der A-Seite eine Demoversion des Liedes Killers & Kings. Für die B-Seite wurde eine Coverversion der Lieder Our Darkest Days und Bleeding von Ignite im Stile eines Medleys verwendet. Die Single ist auf 2.000 Stück limitiert. Davon sind jeweils 1.000 Stück auf rotem und blauen Vinyl, wobei jeweils 500 Exemplare jeder Farbe ein anderes Cover haben. Die einzelnen Motive sind im Stil von Tarot-Karten gehalten, wobei die Motive der auf rotem Vinyl erscheinen Exemplare den Teufel und den Tod und die auf dem blauen Vinyl eine Priesterin und Stärke darstellen.

## Hintergrund
Der Albumtitel repräsentiert laut Robb Flynn die beiden härtesten Materialien, die es auf der Erde gibt. Außerdem ist der Albumtitel im Text des Liedes Now We Die enthalten.

„In vielen Kulturen wird der Blutstein als Amulett zum Schutz gegen das Böse und als Symbol für Gerechtigkeit verwendet. Diamanten sind das härteste natürliche Material auf der Erde und zeigt, wie ich unsere Musik fühle.“

Hinter dem Titel des Eröffnungsliedes Now We Die steckt laut Flynn die Idee, dass der Tod auch gleichzeitig eine Wiedergeburt ist. Dieses Thema würde sich durch das ganze Album ziehen. Night of Long Knives beschäftigt sich mit den Morden der Manson Family. Der selbst ernannte Sektenführer Charles Manson und seine Anhänger waren für einige grausame Morde Ende der 1960er Jahre verantwortlich. Ursprünglich hatte Flynn für das Lied drei verschiedenen Texte fertig geschrieben, bevor er das passende Thema fand. Textlich geht es um die Frage, was einen Menschen zu solchen Gräueltaten antreibt.
Bei dem Lied In Comes the Flood kritisiert Flynn die ständige Jagd nach Geld und Berühmtheit seiner Landsleute. Als Beispiel nannte Flynn die Pharmaunternehmen, die laut Flynn Abermillionen damit scheffelt, Leute legal auf Drogen zu halten.

„Als Künstler ist es meine Aufgabe, der Gesellschaft einen Spiegel vorzuhalten, auch wenn das Abgebildete nicht immer hübsch ist.“

Außerdem vermisse Flynn die Rebellion in der zeitgenössischen Musik. Als Beispiele nannte er in einem Interview unter anderem Hip-Hop-Bands wie N.W.A oder Public Enemy. In einem anderen Interview vermutete Flynn, dass sich viele Musiker heutzutage sich nicht mehr trauen, etwas zu sagen, weil vielleicht ein Sponsor für die nächste Tournee abspringen würde. Game Over thematisiert die Trennung vom ehemaligen Bassisten Adam Duce und dem folgenden Gerichtsprozess. Das Instrumental Imaginal Cells enthält Auszüge aus dem Hörbuch Spontane Evolution: Unsere positive Zukunft und wie wir sie erreichen von Bruce H. Lipton und Steve Bhearman. Robb Flynn wurde durch den Bassisten Nick Schendzielos von der Band Job for a Cowboy auf die Bücher aufmerksam gemacht. Laut Flynn hat Lipton auf eine Bezahlung der Nutzungsrechte verzichtet.

## Rezeption

### Rezensionen
Das deutsche Magazin Rock Hard kürte Bloodstone & Diamonds zum Album des Monats. Laut Thomas Kupfer schafft die Band „mühelos den Spagat zwischen Gegenwart und dem Rückblick auf das eigenen Schaffen“. Bloodstone & Diamonds wäre das „bisher facettenreichste und detailverliebteste Machine-Head-Album“. Da die Band „seit Jahren aufs Neue Standards setzt“ und „längst Trendsetter eines selbstkreierten Genres“ sind vergab Kupfer neun von zehn Punkten. Für Matthias Weckmann vom Magazin Metal Hammer wirkt das Material „sehr viel spritziger“ und verglich das Album mit dem Machine-Head-Album Through the Ashes of Empires aus dem Jahre 2003. Da die „Spontaneität der Anfangstage sowie der Drang zur metallischen Neuinterpretation zurück wären“ vergab Weckmann sechs von sieben Punkten. Dennoch wurde Bloodstone & Diamonds ebenso wie das Album Supercharger im Gegensatz zu den anderen Alben der Bandgeschichte nicht zum Album des Monats gekürt. Weniger euphorisch zeigte sich Peter Kubaschk vom Onlinemagazin Powermetal.de. Zwar lobte er, dass Machine Head „nie abwechselungsreicher war“, merkte aber an, dass „nicht jede Abwechselung und jedes Experiment ein Erfolg ist“. Kubaschk bewertete Bloodstone & Diamonds mit 7,5 von zehn Punkten.

### Auszeichnungen
Die Leser des deutschen Magazins Rock Hard wählten Bloodstone & Diamonds zum zweitbesten Album des Jahres 2014 und musste sich nur Rock or Bust von AC/DC geschlagen geben.

## Chartplatzierungen
Bloodstone & Diamonds stieg sowohl in Deutschland als auch in Österreich auf Platz sechs der jeweiligen Albumcharts ein. Dies war in Deutschland einen Platz niedriger als das Vorgängeralbum, während in Österreich die Platzierung wiederholt wurde. In der Schweiz erreichte das Album Platz sieben, im Vereinigten Königreich Platz 18 und in den Vereinigten Staaten Platz 21. In allen drei Ländern wurden damit neue Höchstplatzierungen aufgestellt. Weitere Chartplatzierungen erreichte das Album in Australien (Platz 10), Finnland (Platz 18), Kanada (Platz 25), Frankreich (Platz 29) und Schweden (Platz 31).
Bloodstone & Diamonds wurde in den Vereinigten Staaten in der ersten Woche nach der Veröffentlichung etwa 18.200 Mal verkauft und übertraf damit den Vorgänger Unto the Locust, der sich in der ersten Woche nach der Veröffentlichung rund 17.000 Mal verkaufte.